# Fabrikationsöl
Als Fabrikationsöle bzw. Prozessöle (englisch „processing oils“) werden Mineralölprodukte verschiedener Art mit einem Siedebeginn (siehe auch: Siedepunkt) oberhalb von 180 °C bezeichnet, soweit sie zur Herstellung von Erzeugnissen der chemisch-technischen Industrie Verwendung finden. 
Sie sind entweder Hilfsmittel bei der Herstellung oder aber verbleibende Komponente in einem Fertigerzeugnis, das selbst kein Mineralölprodukt darstellt.
Fabrikationsöle sind z. B.: Trägeröle für Druckfarben und Extenderöle für Kautschukmischungen.
Dagegen gehören Öle, die z. B. zur Herstellung von Schmierfetten eingesetzt werden, nicht in die Gruppe der Fabrikationsöle.
Ein Gleitmittel, das für die Fertigung von Kunststoffteilen benötigt wird, ist als Prozessöl anzusehen, da es deren Produktion ermöglicht.

## Anwendungsgrundlagen
Fabrikationsöle müssen chemisch und physikalisch mit anderen in das Produkt einzuarbeitenden Bestandteilen verträglich sein. Sie dürfen keine unerwünschten Nebenwirkungen hervorrufen.
Beispielsweise können Öle, die mit Kunststoffen oder Kautschuk unverträglich sind, aus den fertigen Mischungen wieder austreten, so dass sich die Verformbarkeit und andere physikalische Eigenschaften verändern. In Druckfarben können im ungünstigen Fall die erforderlichen Fließeigenschaften (Viskosität) nicht erreicht werden. Negative Effekte sind bei Klebstoff- und Harzmischungen durch ein unerwünschtes Quellverhalten möglich.
Im Gegensatz zu den Schmierstoffen können auf dem Sektor der Fabrikationsöle die „Schmiereigenschaften“ des Öles vernachlässigt werden. Dafür treten die chemischen und physikalischen Eigenschaften des Öles in den Vordergrund. Beide sind von der Struktur der Öle abhängig und werden durch analytische Kenndaten zum Ausdruck gebracht. Einige davon stehen in gegenseitiger Beziehung zueinander.
Die richtige Auswahl der Fabrikationsöle erfordert daher eine Beschäftigung mit deren strukturellem und chemischem Aufbau, mit den sich daraus ableitenden Eigenschaften und mit den analytischen Daten, durch die ein Öl gekennzeichnet wird.